# バチェロレッテは終わらない
「バチェロレッテは終わらない」（ばちぇろれってはおわらない）は、PASSPO☆の15thシングル。2016年7月27日にCROWN GOLD（日本クラウン）から発売された。

## 解説
- バチェロレッテ・パーティーとは、結婚する女性のために開かれる宴のこと。
- テーマは「女性の友情」[1]。

## 販売形態
- Type-A：CRCP-10358（ファーストクラス盤）「バチェロレッテは終わらない」PV収録DVD付き。
- Type-B：CRCP-10359（ビジネスクラス盤）「バチェロレッテは終わらない」PVメイキング収録DVD付き。
- Type-C：CRCP-10360（エコノミークラス盤）CDのみ。

## 収録曲
1. バチェロレッテは終わらない
作詞：ジェーン・スー 作曲・編曲：ペンネとアラビアータ機長
『musicる TV』（テレビ朝日）エンディング・テーマ
2. 7's Up
作詞・作曲・編曲：ペンネとアラビアータ機長